# 高胰島素血症
高胰島素血症 （hyperinsulinemia）是指血中胰島素相對葡萄糖的濃度過高，是早期的第二型糖尿病常見的症狀之一，症狀也出現在施打過多胰島素的第一型糖尿病患者，以及先天高胰島素血症、胰島母細胞增殖（胰島β細胞過度活化）、胰臟癌的患者中。
高胰島素血症和代謝症候群有關，代謝症候群包括肥胖、高血壓、高血糖、高血脂。高胰島素血症在肥胖的高血壓中有增加鈉離子再吸收中有重要作用。而代謝症候群的患者是第二型糖尿病的高危險族群。
第二型糖尿病中，人體的細胞對胰島素產生抗性，導致細胞對胰島素不敏感，造成血糖升高，並促進胰島素的分泌導致高胰島素血症。有研究說明胰島素抗性導致的高胰島素會導致胰島素抗性增強。
在新生兒中，高胰島素血症和環境與遺傳有關。若嬰兒母親有糖尿病，且沒有適當控制血糖，導致高血糖，胎兒的β細胞會有增生現象。這些快速分裂的β細胞會提升血中胰島素濃度來和高血糖拮抗。出生後，由於母親血液所提供的高血糖已不存在，會導致新生兒的血糖快速下降，但胰島素濃度持續偏高，容易導致低血糖。治療這種狀況則需要給予高劑量的葡萄糖，把血糖濃度維持在正常值。新生兒的高胰島素血症通常在一到兩天後消退。
此外許多胰島β細胞製造胰島素中間參與調控的蛋白，如鉀離子通道蛋白活性降低，也會造成先天性高胰島素血症。會造成先天性高胰島素血症，和因為母親糖尿病造成的症狀不同，先天性不是暫時的，需要利用一些藥物，例如打開鉀離子通道的藥物，如二氮嗪；或是抑制胰島素生成的藥物，如奥曲肽。

## 成因

### 胰島素分泌路徑異常
以下為胰島素在β細胞中分泌所經的路徑，有一環節出錯，可能促使胰島素大量被分泌。

1. 葡萄糖從GLUT-2通道蛋白進入
2. 葡萄糖經過有氧呼吸產生ATP
3. ATP結合對ATP敏感的K+通道蛋白，使其關閉，因而抑制K+的進入
4. K+累積，造成細胞去極化
5. 去極化使得對電位敏感的鈣離子通道大量打開，使細胞中的鈣離子大量增加
6. 鈣離子增加，可以活化很多激酶，來釋放已經合成好、被放在液泡裡的胰島素
7. GLP-1也參與在其中，幫助分泌液泡。

### 胰臟癌
胰臟癌患者的胰臟細胞大量增生，導致胰島素大量分泌，此為常見的高胰島素血症原因。詳請見胰臟癌的條目。

### 非胰島素瘤胰原性低血糖症候群(NIPHS)
此為新興定義的疾病，起因於病人有高胰島素血症，診斷後卻發現並非胰臟癌所致，故命名之。詳細機轉仍不確定，但大抵上分為下列原因

#### 先天性高胰島素低血糖症(CHH)
- 這類病人大部分以空腹低血糖為主，而且大部分都從幼兒就發病。
- ABCC8, KCNJ11基因突變，分別會造成胰島β細胞膜上磺醯尿素接受體ATP敏感性鉀離子通道(sulfonylurea receptor ATP-sensitive potassiumchannel)的SUR1及Kir6.2結構異常，進而導致鉀離子通道功能失效和異常關閉，使細胞膜持續處於去極化狀態，導致膜電位控制鈣離子通道的持續開啟。
- GK，突變後會造成葡萄糖激酶(glucokinase; GK)持續活化，進而加速葡萄糖轉換成葡萄糖-六-磷酸鹽(glucose-6-phosphate; G-6-P)的過程，此為葡萄糖進入細胞後刺激胰島素分泌的速率決定步驟，最後造成β細胞的ATP/ADP比率增加，鉀離子通道的異常關閉。
- 有GK突變的家族，發病時間從新生兒到中年不等，症狀可以很輕微至很嚴重，但都是餐後低血糖比空腹低血糖更明顯，且在大量服用寡糖時表現最顯著28。據此推測一些在成人時期才診斷的NIPHS，可能是因為僅帶有較輕微的突變。
- GLUD1突變， 造成穀氨酸鹽脫氫脢(glutamate dehydrogenase; GDH)的活化，使得glutamate氧化增加。

#### 胃繞道手術
有些做完胃繞道手術的人被發現得到此症狀，這些病人的胰臟檢體與NIPHS的病人類似，可能跟胃繞道手術的病人有大量增加的第1型類升糖素胜肽(glucagon-like peptide1, GLP-1)NIPHS病人的β細胞新生是否與GLP-1有關，已經有2005年的研究證實。

### 多囊性卵巢症候群(PCOS)
- 罹患PCOS的病患常伴隨高胰島素血症，以及胰島素的抗性。
- 其原因仍有待研究。依2010年的研究指出[9]，可能是因為PCOS影響到了胰島素的活性或訊號傳遞路徑，因而產生了胰島素的抗性，進而代償式的促使β細胞分泌大量的胰島素。

### 服用胰島素患者的藥
- 此原因不可排除，常見於自殺、詐領保險金、誤服家人胰島素藥的患者。可搭配C-peptide檢驗來辨別之。
- Sulfonylurea 的藥物可以抑制對ATP敏感的K+通道，使胰島素大量釋放，如果是此種藥物，C-peptide的檢驗無法分辨，因為是自己產生的胰島素。

## 症狀
除非發生低血糖，通常高胰島素血症不會有症狀。若發生低血糖，可能會有以下兩類型的症狀：

### 自律神經症狀
自律神經症狀，即由低血糖拮抗賀爾蒙分泌(counterregulatory hormone)--如腎上腺素--所引發的交感神經興奮症狀：
- 飢餓
- 心悸
- 顫抖
- 冒冷汗
- 胃不舒服
- 噁心嘔吐
- 皮膚蒼白
- 焦慮
- 煩躁
- 長紅疹

### 中樞神經症狀
中樞神經症狀是由於中樞神經系統得不到足夠的血糖，缺乏能量而引發的症狀
- 注意力不集中
- 頭昏頭痛
- 倦怠
- 飢餓感
- 視力模糊
- 嗜睡
- 抽筋
- 激動
- 意識錯亂
- 怪異行為
- 嚴重時會喪失意識甚至死亡

如果出現以上的症狀，請立即尋求專業醫療人員的協助。

## 診斷

### 低血糖症狀

#### 胰臟癌之低血糖症狀
胰島素瘤低血糖時間大部分在飯前空腹的時候，雖然有少數合併餐後低血糖，但是鮮少有單純的餐後低血糖的現象。

#### 非胰島素瘤胰原性低血糖症(NIPHS)之低血糖症狀
- 餐後低血糖，這與胰島素瘤十分不一樣，胰島素瘤低血糖時間大部分在飯前空腹的時候，雖然有少數合併餐後低血糖，但是鮮少有單純的餐後低血糖的現象，所以在檢查此類病人時，會進行72小時空腹試驗，99%以上胰島素瘤的病人可以誘發低血糖，其中大部分在48小時內發生。
- 在18人的一系列病例報告中[11][12]，年齡從16到78歲不等，其中70%是男性，症狀主要在餐後2-4小時內發生，僅有少數個案合併空腹低血糖。所有的病人都有神經性低血糖症，許多人甚至以失去意識或全身性癲癇發作表現。

### 胰島素抽血檢查
此為主要檢驗高胰島素血症的方式，空腹時數值大於25μU/ml者即可稱為 。病患大多會升高到40到80μU/ml。

### 病理切片檢查

#### 非胰島素瘤胰原性低血糖症候群(NIPHS)
最一致的特徵是有許多胰島細胞變得肥大，特別是β細胞核呈現大而濃染，及大小不一多形性的變化，但是胰島β細胞數目在統計上並沒有顯著增多。

### 內視鏡超音波

#### 介紹
內視鏡超音波是經由口腔將內視鏡放進消化道(包括食道、胃、十二指腸)，可以明確瞭解中空臟器(食道、胃、十二指腸、大腸、直腸)黏膜下腫瘤的本質、侵犯層次、淋巴結轉移及分期。另外，也可以瞭解消化道癌症病灶的侵犯深度、周邊器官是否侵犯（例如：胃、肝、膽道系統、胰、脾等臟器的癌症發生）。全程檢查時間約30-60分鐘。

#### 優點
利用內視鏡將超音波探頭送入腸胃道，因此可不受腸氣及軟組織或骨頭的干擾，同時超音波探頭與受檢部位距離縮短，可以使用頻率較高的探頭，解相力因而提高。

#### 適應症
- 胃癌及食道癌侵犯的深度
- 胰臟癌切片、胰臟癌有沒有侵犯附近血管
- 食道周圍及胃有無靜脈瘤
- 十二指腸乳頭有無腫瘤
- 總膽管有無結石

#### 檢查前準備
- 禁食８小時，目的是為了讓胃達到淨空的狀態，檢查時醫師才不至於遺漏重要病灶，也可減少操作胃鏡時，食物逆流嘔吐進入肺部。
- 有藥物過敏史、特殊疾病（特別是心肺疾病、青光眼、攝護腺肥大、中風、出血者）及服用抗凝血劑、阿斯匹靈或其他影響血小板功能的藥物需於檢查前告知醫護人員。(檢查前一週需遵照醫師指示暫停服用抗凝血劑)
- 檢查當天降血糖藥暫停，降高血壓藥仍需照常使用。

#### 檢查過程
- 口腔先噴局部麻醉（以免想吐），然後醫生會伸一隻管子從食道進入胃腸，到達病灶後再啟動管子末端的超音波掃描器，利用回波觀察病灶。為了讓回波清楚，醫生可能會打水進胃腸，病人可能會覺得腹脹、想吐，但不致有嚴重的副作用。
- 當內視鏡超音波發現疑似病變時，醫師可經可以在內視鏡超音波的導引之下對於胰臟腫瘤進行細針抽吸術（ＦＮＡ，一種胰臟切片）的檢查，送給病理科醫師做進一步的化驗。

#### 檢查後注意事項
- 檢查後不可馬上進食，至少間隔一小時後先喝少許的水，沒有嗆到或其他不適，才可以開始吃東西。
- 檢查後喉嚨可能會有一點點不舒服的感覺，約2-3天症狀會慢慢消失。

### CT電腦斷層
醫生經評估後懷疑有腹部病變，例如：腹部良性腫瘤或惡性腫瘤、腹腔出血等時，安排腹部電腦斷層攝影以作為疾病診斷之佐證。

### 動脈刺激靜脈採血法

#### 介紹
又稱選擇性動脈鈣輸注試驗(selective arterial calcium stimulation test,SACSTS)。

#### 機制
此為應用胰島素在β細胞中分泌的路徑機制。在製造胰島素中的過程有鈣離子流入細胞，並引發許多激酶(kinase)的作用，最後引發β細胞分泌胰島素。

因此，利用外來鈣對亢進的細胞有顯著的效果，但對正常細胞卻沒刺激作用，因此能藉此找出病灶可能在胰臟何處。

#### 檢驗流程
1. 把導管插入股股動脈和股靜脈。
2. 靜脈的導管會被引至右肝靜脈(right hepatic v)準備採集血液樣本，動脈的導管則是會依次被引導到不同血管。
3. 每次以一條動脈為主，快速打入鈣離子。
4. 然後在不同時間中收集hepatic v.的血液，之後在送去分析血液中的胰島素含量。

#### 解剖構造的偵測應用
若是罹患非胰島素瘤胰原性低血糖症候群(NIPHS)，支配胰頭、胰尾的血管皆有可能接受到大量胰島素。
- 鈣離子注入胃十二指腸動脈可以用來偵測胰頭
- 鈣離子注入上腸繫膜動脈可以用來偵測胰頭
- 鈣離子注入肝動脈可以用來偵測肝
- 鈣離子注入遠脾動脈可以用來偵測脾
- 鈣離子注入近脾動脈可以用來偵測胰尾

#### 缺點
- 侵襲性高
- 敏感度低

### 經皮穿肝肝門靜脈採血法
直接測定不同部分的脾靜脈的胰島素含量，找出異常的區域即病灶，但此種方法有缺陷，其一它不能同時採集完所有血液樣本，其二因為內分泌是有波動性的，因此可能會在非病灶區偵測到高峰分泌時期的現象，可能會誤判。

### C-peptide檢驗
- 胰島素有三段，分別是A鏈 (21個胺基酸)、B鏈(30個胺基酸)、C鏈(31個胺基酸)，分子量總共5805。
- C鏈沒有活性，只有C鏈被切掉、只剩A鏈和B鏈存在時，胰島素才有活性。也無法像A鏈、B鏈一樣，被肝代謝掉，而是在腎臟裡面被代謝。
- 其半衰期也迥異於A鏈和B鏈，較長，且多三到四倍的時間。
- 拜其半衰期較長所賜，其臨床上的應用，可以用來偵測胰島素的量。
- 由於如先前所述，胰島素只有在切掉C鏈、只剩A鏈和B鏈時才有活性，所以市面上的胰島素用藥，只有A鏈和B鏈。因此臨床上的另外應用，就是來區別胰島素是否為自己產生的。
- 由此特性，可以鑑別是否是因為誤食胰島素藥物，而造成的高胰島素血症。[18]

## 治療

### 飲食與生活習慣
高胰島素血的飲食治療主要目的在於防止長時間禁食引起的低血糖相關症狀。控制缺乏持久性會造成症狀復發，因此積極的飲食控制對無法立即接受治療的病患的重要性相當高。
成因與肥胖症相關的高胰島素血症的治療和第二型糖尿病的控制類似，治療通常包括飲食控制以及運動處方。
健康的飲食建議包括降低單醣和加工的碳水化合物，並提高纖維以及植物性蛋白。例如:把白麵包替換成全穀麵包，降低馬鈴薯等高澱粉食物攝取，並增加綠色蔬菜、莢果、豆類的攝取。
許多研究顯示運動能提升細胞對胰島素的敏感度，目前詳細機制並不清楚，但可能與運動後GLUT4葡萄糖受體在細胞膜上表現量增加有關。因為GLUT4在細胞膜上增加會使細胞的葡萄糖吸收量增加，促使血糖降低，並連帶降低胰島素分泌量，使高胰島素血症受到緩解。

### 手術
自發性的胰島組織功能異常及原發於胰島的惡性腫瘤都可能造成高胰島素血症。手術移除引起疾病的組織後，高胰島素血症通常就可以獲得緩解。
胰島素瘤通常是單一偶發性良性腫瘤，並且在超音波造影下與周邊健康組織區分清楚，所以治療多採取剜除手術(enucleation)，直接取出腫瘤。而解剖構造不適合剜除手術的腫瘤，會以胰臟節狀切除手術(Segmental Resection)、遠端胰臟切除手術(Distal Pancreatectomy)或胰十二指腸切除術(pancreaticoduodenectomy)移除腫瘤及周邊組織避免腫瘤切除不全造成高胰島素血症復發。
惡性胰島素瘤經常轉移至肝臟，並且常在發現前就已經轉移至其他器官，因此在治療上較良性胰島素瘤複雜。有研究建議，在有肝臟轉移的情況下，手術切除原發部位腫瘤，能讓後續的化療不受原發腫瘤影響下進行。惡性腫瘤的治療除了手術切除，也包含射頻燒灼術、肝動脈栓塞治療、肝臟灌注等療法。

### 藥物
二氮嗪原本作為降血壓藥使用，在發現有使血糖升高的作用後，成為高胰島素血症藥物治療的藥物。二氮嗪能刺激胰島中專門分泌胰島素的β細胞(β-cells)上的腎上腺素受體(α-adrenergic receptor)，使β細胞減少胰島素分泌量，同時，二氮嗪也可以促進肝醣分解，使血糖升高  。二氮嗪常見副作用包含水分蓄積、暈眩與多毛症，但副作用通常症狀輕微，適應不良案例較少。

## 預後

### 簡介
高胰島素血症的病人的預後取決於病人的胰臟功能，另外，若病人能跟隨醫療人員的飲食指示，恢復通常會比較好。
對於暴飲暴食的病人而言，除了容易引發高胰島素血症之外，肥胖也經常發生。長時間胰島過度工作之下，最後可能反而造成胰島素抗性，進而罹患糖尿病。
為了防止病程發展成糖尿病，早期診療及早期飲食控制是很重要的。
雖然低血糖造成的意識喪失及抽搐等症狀經常可以自己回復，有許多人還是因為低血糖喪失了生命，在屍檢時，有些病人意外的被發現有胰島素瘤。
症狀嚴重的病人，無法由飲食控制來緩解疾病，可能要考慮以手術切除部分的胰臟。同樣的，越早發現與治療越好。

### 手術後
一篇研究顯示，手術後症狀復發的平均時間為16個月。雖然症狀復發，75％的患者（36位）覺得症狀有減緩、生活品質有改善、心理壓力降低且低血糖症狀明顯減輕。

#### 手術後併發症

##### 胰腺的併發症
- 胰腺炎(pancreatitis)
- 胰瘺 (pancreatic fistula/pancreatic leak)
- 胰臟偽囊腫 (pancreatic pseudocyst)
- 手術後出血 (postoperative hemorrhage)，可能需要緊急手術處理
- 手術部位傷口感染 （嚴重需手術處理）

##### 其他非胰腺相關的併發症
- 艱難梭菌結腸炎（Clostridium difficile colitis）
- 門靜脈血栓形成（portal vein thrombosis）
- 吸收不良性腹瀉（malabsorptive diarrhea）
- 低通氣相關性低氧血症（hypoventilation associated hypoxemia）
- 術後心房顫動（postoperative atrial fibrillation）
- 小腸梗阻（small bowel obstruction）

##### 血糖相關問題（blood glucose homeostasis）[27]
- 以前沒糖尿病的病人，因為胰臟的胰島大量被切除了，無法分泌胰島素，手術後出現糖尿病的病患為14%[28]。胰臟部分切除後可能會出現糖尿病，因此需要定期回診追蹤。
- 胰腺切除術會影響內分泌和外分泌激素的生成

外分泌腺：分泌各種消化液和碳酸氫根離子進入十二指腸。
內分泌腺：將各種激素 如胰島素、升糖素和生長抑素等分泌到血液中。
- 胰臟內分泌腺與葡萄糖代謝

分泌升糖素的α細胞主要分佈在胰腺的尾部。
分泌胰多肽（pancreatic polypeptides）的PP細胞分佈在胰腺的頭部。
分泌胰島素的β細胞分佈在整個胰腺中。
因此，胰臟切除手術可能依據切除的部位及程度影響激素分泌異常，大大造成營養相關的問題，不可不謹慎評估。

### 如何預防或改善
若高胰島素血症造成的低血糖過於嚴重，可能引起中樞神經損傷，造成難以回復的傷害。
通常造成高胰島素血症的原因是胰島素抗性，而胰島素抗性通常導因於飲食型態不良及缺少運動。
若是因為胰臟癌造成的高胰島素血症，胰臟切除手術後，很可能併發糖尿病的問題。
針對胰島素抗性、切除術後造成的糖尿病病患，建議病人的初步處理是運動、減肥、戒菸及避免二手菸。對有些個體，低GI指數或低碳水化合物的飲食或許也有幫助。

### 推薦飲食型態
- 地中海式飲食
- 得舒飲食
- 吃素